# Xerophrynus machadoi
Genre
Synonymes
- Afrophrynus Lawrence, 1967

Espèce
Synonymes
- Hemiphrynus machadoi Fage, 1951

Xerophrynus machadoi, unique représentant du genre Xerophrynus, est une espèce d'amblypyges de la famille des Phrynichidae.

## Distribution
Cette espèce se rencontre en Angola et en Namibie.

## Étymologie
Cette espèce est nommée en l'honneur d'António de Barros Machado.

## Publications originales
- Fage, 1951 : Pédipalpes (Amblypyges) récoltés en Angola par M. A. Barros Machado. Companhia de Diamantes de Angola, Publicações Culturais, vol. 13, p. 9-17.
- Weygoldt, 1996 : Evolutionary morphology of whip spiders: towards a phylogenetic system (Chelicerata: Arachnida: Amblypygi).  Journal of Zoological Systematics and Evolution Research, vol. 34, p. 185–202.